# Neoeutrypanus generosus
Neoeutrypanus generosus (лат.) — вид усачей трибы Acanthocinini из подсемейства ламиин.

## Описание
Коренастые жуки с булавовидными бёдрам. От близких видов отличается следующими признаками: переднеспинка с коричневой центральной продольной полосой и с каждой стороны с узкой жёлтой продольной полосой; второй членик лапок в черном опушении; пронотум без выступов по бокам от середины в передней половине; усики со щетинками; переднегрудь со срединным латеральным бугорком; первый членик задних лапок немного длиннее, чем два следующих вместе.

## Распространение
Встречаются в Южной Америке: Боливия.